# Curtiss C-46 Commando
El Curtiss C-46 Commando fue un avión originalmente diseñado como bimotor a gran altitud para uso civil, pero su uso primordial fue como transporte militar durante la Segunda Guerra Mundial, por parte de las Fuerzas Aéreas del Ejército de los Estados Unidos, así como por la Armada y el Cuerpo de Marines de los Estados Unidos, en estos dos últimos con la designación R5C. El Commando también fue apodado por los que lo volaron como "La Ballena" ("The Whale") o "La calamidad Curtiss" ("Curtiss Calamity"). Aunque no tan famoso ni tan profusamente fabricado como el también bimotor C-47 Skytrain, aventajaba al modelo de Douglas por su mayor potencia, autonomía y carga útil, dotes apreciadas especialmente en el teatro bélico asiático.

## Diseño y desarrollo
El prototipo del CW-20, avión comercial de 36 plazas construido por Curtiss-Wright, realizó su primer vuelo el 26 de marzo de 1940. Dada la gran capacidad de su fuselaje, que lo hacía especialmente adecuado para misiones de carga/transporte y evacuación de heridos, despertó el interés del Ejército estadounidense, el cual, con la denominación C-46, encargó una versión militarizada dotada de motores Pratt & Whitney R-2800-43 de 2000 hp, que bautizó Commando. En julio de 1942 entró en servicio el primer CW-20B, que se convirtió en el mayor y más pesado avión en servicio con las USAAF y resultó tan valioso en el Teatro del Pacífico que, al terminar la producción, se habían construido más de 3000.
En general, el modelo C-46 se asemejaba bastante al prototipo CW-20, salvo en que tenía motores diferentes y un número más reducido de ventanillas. Un segundo diseño, el C-46A, estaba provisto de una puerta de carga más a babor de la sección trasera del fuselaje, piso de la bodega reforzado y asientos plegables para 40 hombres; los motores R-2800-43 del C-46 fueron reemplazados por Pratt & Whitney R-2800-51 de igual potencia, pero que proporcionaban prestaciones superiores a alta cota.
Después de la pérdida de la Carretera de Birmania, los C-46A, que transportaban suministros vitales desde la India hasta China sobrevolando el Himalaya, desempeñaron un papel muy importante en el transporte de material militar al territorio chino y contribuyeron de manera significativa al éxito de la empresa, superando ampliamente las prestaciones del Douglas C-47 a las alturas en cuestión.
En la zona del Pacífico, el Commando tuvo un papel primordial en las operaciones que culminaron con la derrota de los japoneses. Ciento sesenta ejemplares R5C-1 de la Armada estadounidense (parecidos a los C-46A de las USAAF) hicieron una contribución importante a las mismas. Otras variantes producidas para las USAAF incluían el modelo C-46D (CW-20B-2), utilizado en el transporte de personal con una puerta adicional a babor (1610 ejemplares construidos); la versión utilitaria C-46E (CW-20B-3), que presentaba la misma disposición de puertas del C-46A y el parabrisas escalonado del XC-46B (17 construidos); el C-46F (CW-20B-4), avión de carga con puertas a ambos lados y puntas alares cuadradas, y un único ejemplar del C-46G (CW-20B-5), que reunía el parabrisas escalonado y las puntas alares cuadradas. El Commando siguió en servicio con las USAAF/USAF y el USMC después de finalizada la II Guerra Mundial. La USAF utilizó ejemplares del C-46 en la guerra de Corea y en las primeras etapas de la Guerra de Vietnam. Un número muy reducido continuaron en servicio durante algunos años más.
Unos pocos C-46 excedentes fueron usados brevemente en su papel original de aviones de pasajeros, pero la gran cantidad de C-47 excedentes disponible relegó pronto al C-46 a tareas de carga. En la Fuerza Aérea de los Estados Unidos continuó en servicio en papeles secundarios, hasta que finalmente en 1968 fue retirado. Sin embargo, siguió en uso como carguero robusto operando en pistas poco preparadas, con su vida operativa extendida hasta el siglo XXI.

## Variantes

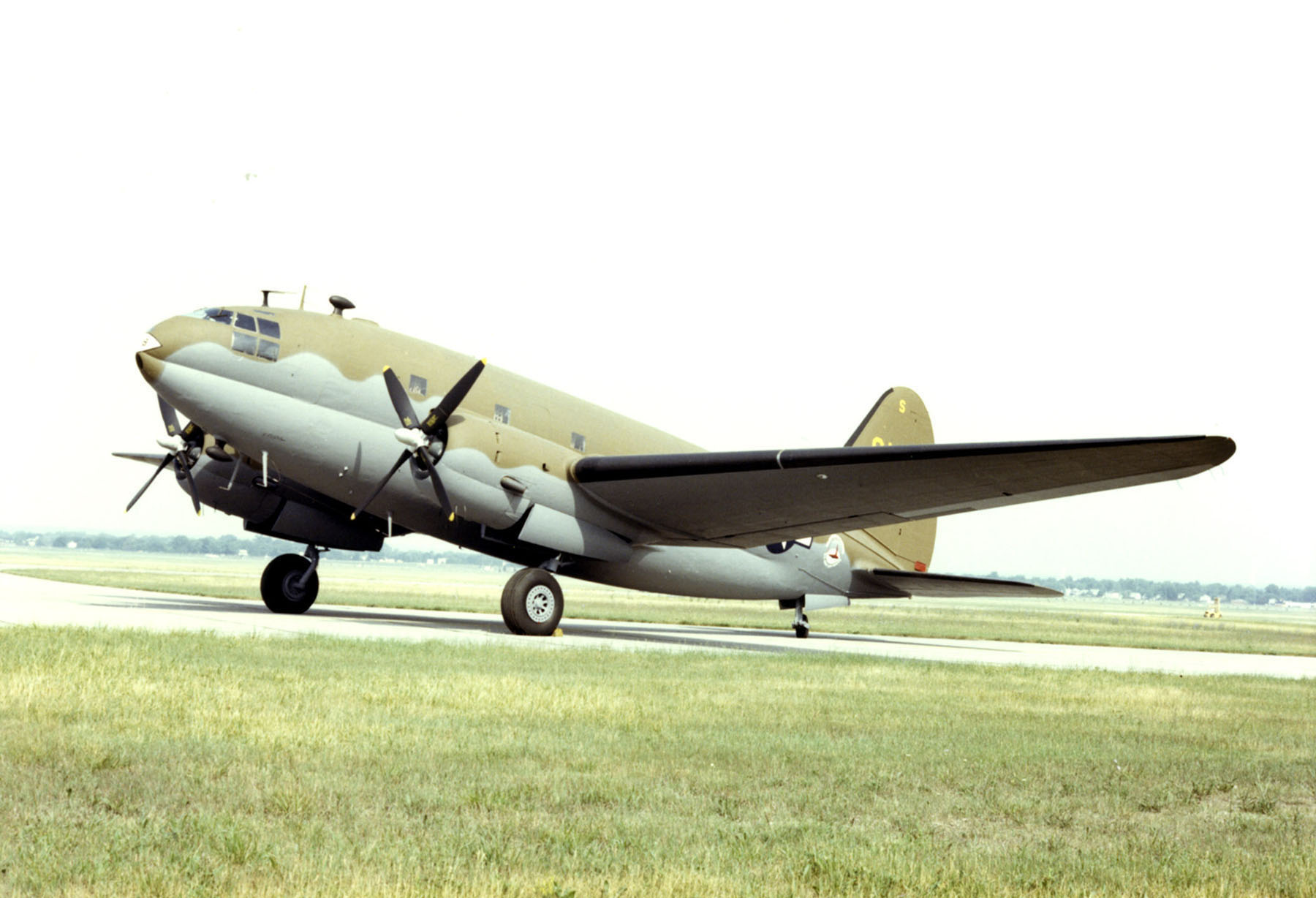
C-46D de la Fuerza Aérea de los Estados Unidos.

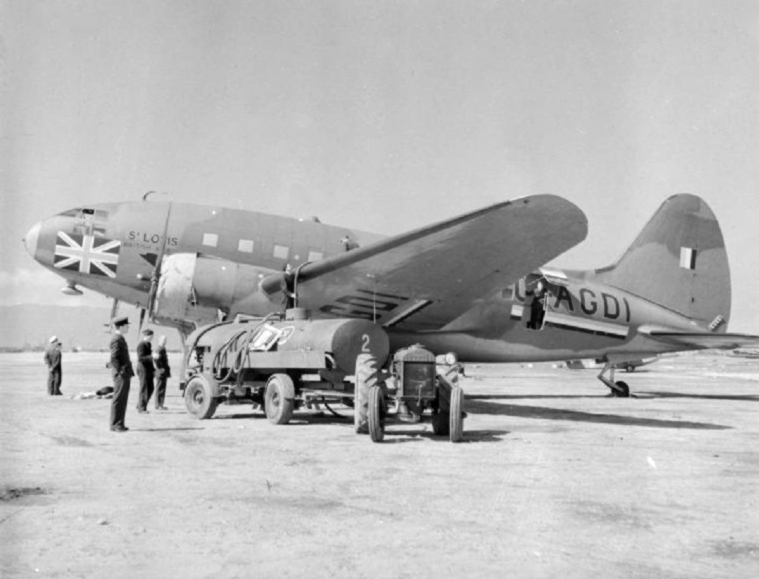
"St. Louis", el CW-20A de BOAC en Gibraltar, 1941–42. Había sido previamente el C-55 con Curtiss y el USAAC, después de su conversión desde el bideriva CW-20T.

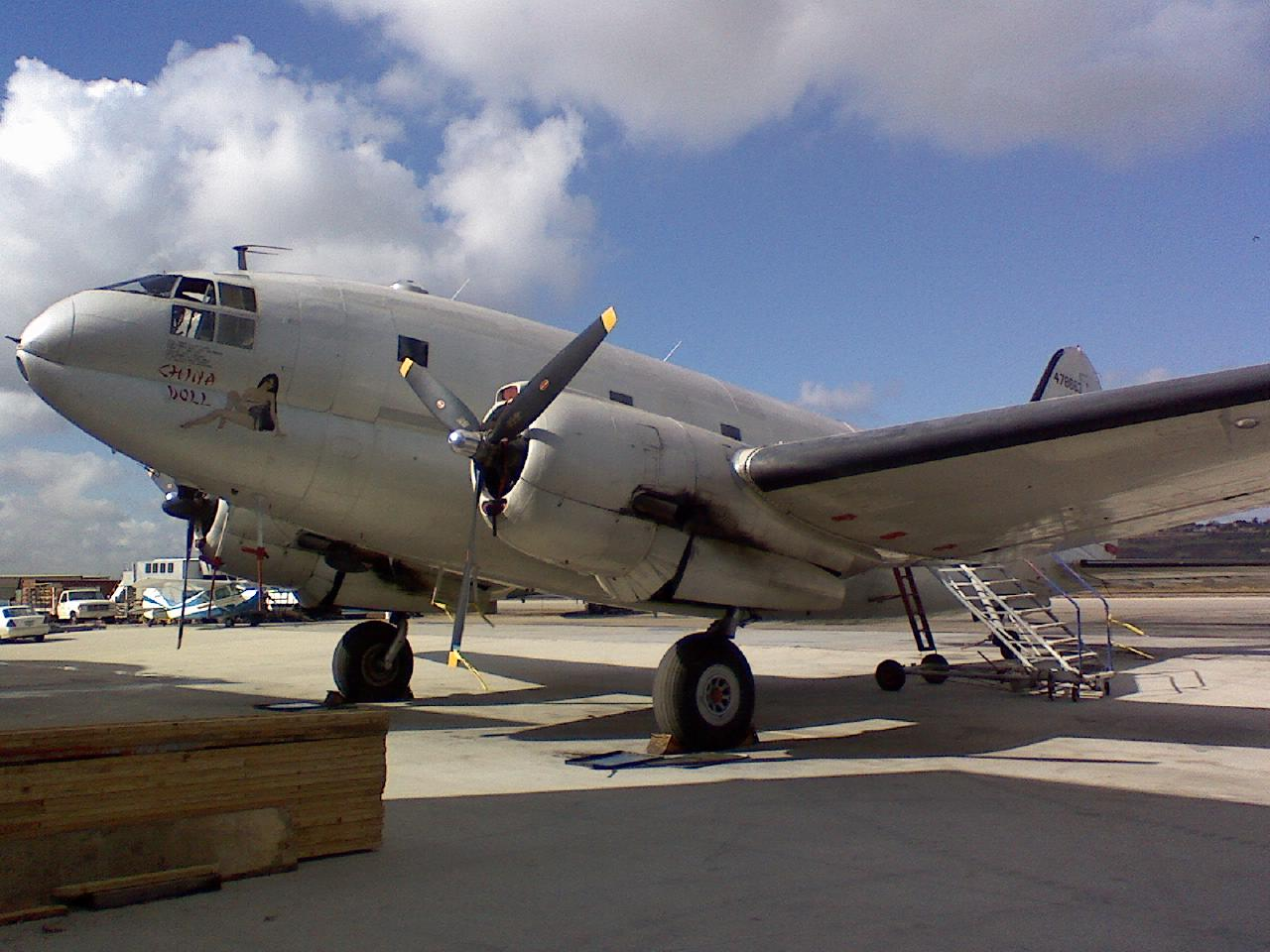
C-46F "China Doll", Museo de Camarillo Airport.

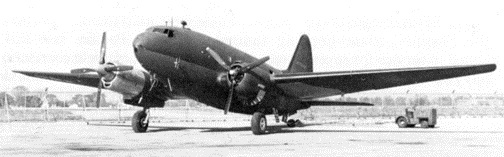
El XC-113.

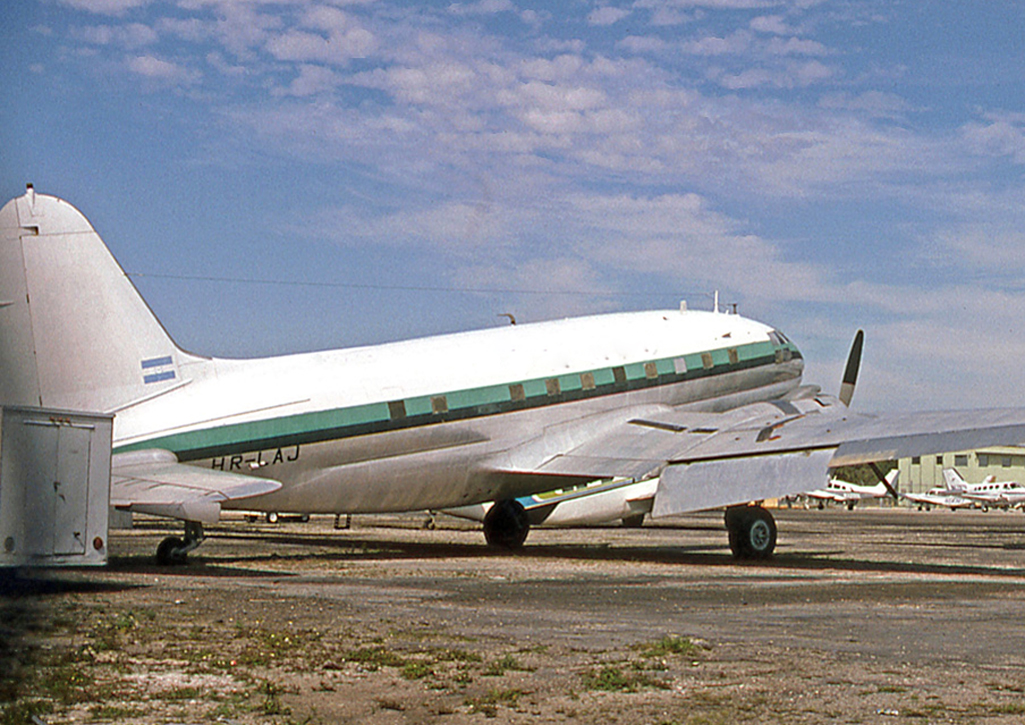
C-46D modificado en la posguerra como Curtiss C-46R/Super 46C operando con LANSA Honduras en 1978.

CW-20
Diseño original de avión comercial de pasajeros.
CW-20T
El prototipo original de avión comercial de pasajeros, equipado con plano de cola con diedro y aletas de cola de placa terminal, propulsado por dos motores radiales Wright R-2600 Twin Cyclone de 1268 kW (1700 hp).
CW-20A
Designación de la compañía del C-55.
CW-20B
Designación de la compañía del C-46A.
CW-20B-1
Designación de la compañía del XC-46B.
CW-20B-2
Designación de la compañía del C-46D.
CW-20B-3
Designación de la compañía del C-46E.
CW-20B-4
Designación de la compañía del C-46F.
CW-20B-5
Designación de la compañía del C-46G.
CW-20E
Designación de la compañía del AC-46K.
CW-20G
Designación de la compañía del XC-46C.
CW-20H
Designación de la compañía del XC-46L.
C-55
Modificación del prototipo original CW-20T, cola rediseñada con una única y gran aleta estabilizadora y timón, y un plano de cola horizontal sin diedro y otras mejoras, incluyendo un cambio al motor radial Pratt & Whitney R-2800-5. Fue usado como avión prototipo del transporte militar C-46, también designado XC-46. Más tarde vendido a BOAC.
C-46 Commando
Avión de transporte militar bimotor, propulsado por dos motores radiales Pratt & Whitney R-2800-43 de 1419 kW (2000 hp).
C-46A Commando
Avión de transporte militar bimotor, propulsado por dos motores radiales Pratt & Whitney R-2800-51 de 1419 kW (2000 hp), equipado con una puerta de carga mayor en el lado de babor del fuselaje, piso de carga reforzado, cabrestante hidráulico y asientos plegables para 40 soldados.
TC-46A
Tres C-46A convertidos en entrenadores de tripulaciones.
XC-46A
Un C-46A usado para realizar pruebas de desarrollo; reconvertido a C-46 después de que las pruebas se hubieron completado.
XC-46B Commando
Un C-46A fue convertido en avión de pruebas para evaluar un diseño de parabrisas escalonado, estaba propulsado por dos motores radiales R-2800-34W de 1567 kW (2100 hp) con inyección de agua.
XC-46C Commando
Redesignación del C-46G, más tarde redesignado como XC-113.
C-46D Commando
Avión bimotor de transporte de personal y paracaidistas, equipado con una puerta extra en el lado de babor; 1610 construidos.
TC-46D
Quince C-46D convertidos en entrenadores de tripulaciones.
C-46E Commando
17 C-46D modificados con una única puerta de carga mayor en el lado de babor del fuselaje, equipados con parabrisas escalonado y motores R-2800-75 de 2000 hp, con hélices Hamilton Standard tripala.
ZC-46E
Redesignación de los C-46E en 1946.
C-46F Commando
Avión bimotor de carga, equipado con puertas de carga simples en ambos lados del fuselaje, equipado con puntas alares cuadradas; 234 construidos.
C-46G Commando
Esta avión único fue equipado con parabrisas escalonado y puntas alares cuadradas, uno construido.
C-46H
Versión más potente del C-46F, equipada con ruedas dobles de cola, 300 ordenados pero más tarde cancelados. Un C-46A fue modificado al estándar C-46H después de la Segunda Guerra Mundial.
C-46J
Actualización planeada para el C-46E con parabrisas escalonado; nunca ordenada.
AC-46K Commando
Versión no construida, destinada a ser propulsada por dos motores radiales Wright R-3350-BD de 1865 kW (2500 hp).
XC-46K
Proyecto de conversión para el C-46F con dos motores Wright R-3350-BD de 2500 hp.
XC-46L
En 1945, tres C-46A fueron equipados con motores radiales Wright R-3350.
XC-113
Cambio de motor: un C-46G, s/n 44-78945, fue convertido en bancada de motores; el avión fue equipado con un turbohélice General Electric T31 en lugar del R-2800 del lado derecho. El avión se comportaba tan mal en tierra que nunca voló.
R5C-1
Avión de transporte militar bimotor para el Cuerpo de Marines de los Estados Unidos. Similar al C-46A Commando; 160 construidos.
C-46R
Riddle Airlines de los Estados Unidos, conversión con un equipo de modificación (a mitad de los años 50) que añadía 64 km/h a la velocidad de crucero y 1000 kg a la carga útil. Riddle convirtió posteriormente su propia flota de 32 unidades para llevar motores Pratt & Whitney de 2100 hp. A esta conversión también se la conoce como Super 46C.

## Operadores
Bolivia
- Fuerza Aérea Boliviana
- Transportes Aéreos Litoral

 Brasil
- Fuerza Aérea Brasileña

 China

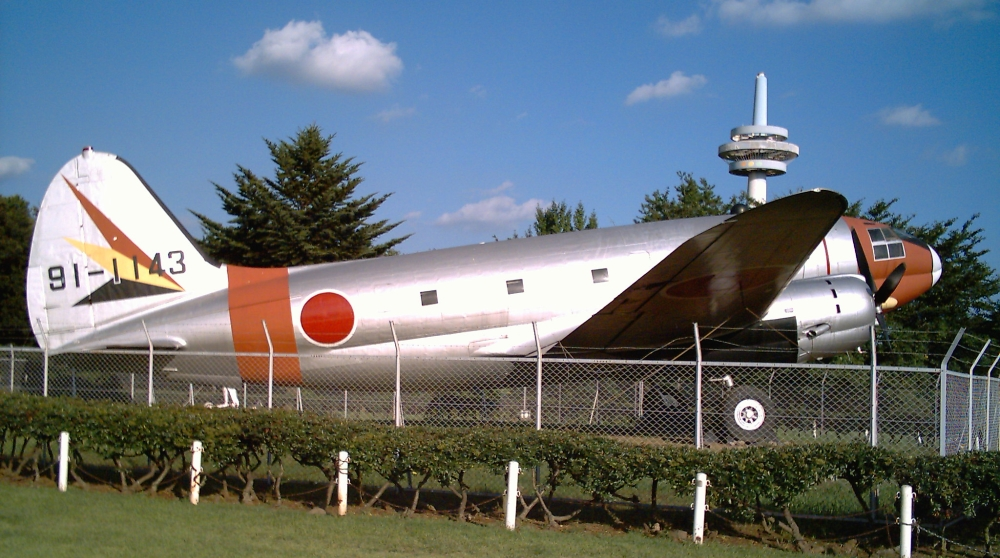
C-46A de la Fuerza Aérea de Autodefensa de Japón.

- Ejército Popular de Liberación (componente aéreo)

 Colombia
- Fuerza Aérea Colombiana

 Corea del Sur
- Fuerza Aérea Surcoreana

 Cuba
- Fuerza Aérea Cubana

 Egipto
- Fuerza Aérea Egipcia

 Estados Unidos
- Fuerzas Aéreas del Ejército de los Estados Unidos
- Fuerza Aérea de los Estados Unidos
- Cuerpo de Marines de los Estados Unidos
- Armada de los Estados Unidos

 Haití
- Cuerpo Aéreo Haitiano

 Honduras
- Fuerza Aérea Hondureña

 Israel
- Fuerza Aérea Israelí

 Japón
- Fuerza Aérea de Autodefensa de Japón

 México
- Fuerza Aérea Mexicana

 Perú
- Fuerza Aérea del Perú

 República Dominicana
- Fuerza Aérea Dominicana

 Taiwán
- Fuerza Aérea Taiwanesa

 Unión Soviética
- Fuerza Aérea Soviética: 1 único ejemplar.[5]

 Zaire
- Fuerza Aérea Zaireña

## Accidentes
- El 16 de enero de 1959, el vuelo 205 de Austral que inauguraba un recorrido triangular desde Buenos Aires/Aeroparque-Mar del Plata-Bahía Blanca-Buenos Aires/Aeroparque, operado por un Curtiss C-46 Commando, intentó aterrizar en el Aeropuerto Internacional Astor Piazzolla de Mar del Plata en medio de una fuerte tormenta, pero tomó mal la pista y levantó nuevamente para hacer otro intento; al dar el viraje sobre el mar el avión se estrelló en el agua. 51 personas fallecieron desnucadas por el golpe, el único superviviente, el Ing. Roberto Servente, logró salir del avión y sin referencia alguna siguió el oleaje que supuso lo iba a llevar a la costa; con dos costillas rotas, clavícula rota, una pierna quebrada, y una profunda herida en su cabeza, logró nadar durante casi cuatro horas hasta sentir que había llegado a la arena y se refugió del frío al reparo del acantilado. Con hipotermia y prácticamente en coma, lo encontró el Padre Gardella, en ese momento capellán de la policía, que ante la noticia del accidente había salido a buscar signos del avión en plena tormenta en el medio de la noche. Las casualidades de la vida hicieron que tiempo después el Ing. Servente llegara a ser presidente de A.L.A. y luego director de Austral Líneas Aéreas.
- La madrugada del martes 29 de diciembre de 1964, un Curtiss C-46, de la empresa Líneas Aéreas Sud Americanas (LASA), se estrelló en Costa Rica, en las faldas del volcán Turrialba, muy cerca de la cima. La caída del avión chileno trascendió luego de que los lugareños de fincas cercanas escucharon un estruendo en la noche, que confundieron con una erupción volcánica. Al amanecer, las autoridades realizaron un sobrevuelo y observaron los restos desperdigados de la aeronave y sus ocupantes a lo largo de unos 400 metros, por lo que se coordinó un plan de rescate. El vuelo salió de México, hizo escala en Guatemala y de ahí iba hacia Panamá, para enrumbarse luego a su destino final en Chile. El desconocimiento de la ruta fue una de las hipótesis del accidente. El mal tiempo también pudo haber influido en que la aeronave se precipitara.
- El sábado 31 de enero de 1970, la aeronave de Transportes Aéreos Litoral con matrícula CP-825 y número de serie 22541, al alcanzar el nivel de crucero, sufre un fallo del motor no. 2. Con el motor no. 1 a máxima potencia, realizó un descenso de emergencia hacia Arica o Tacna. Por problemas con el motor operativo, tuvo que realizar un aterrizaje de emergencia en la cima de la montaña Vizcachuna (Perú). Mientras se preparaba para el aterrizaje forzoso, la aeronave chocó contra un acantilado a 12 000 pies y se estrelló. La causa probable fue un mantenimiento incorrecto del motor no. 2. Los cuatro tripulantes a bordo fallecieron en el accidente.
- El domingo 30 de enero de 1994, un Curtiss C-46 proveniente de Bogotá, Colombia, perteneciente a la aerolínea Transoceánica de Aviación, se accidentó al aterrizar en el Aeropuerto César Gaviria Trujillo de Inírida. La causa del accidente fue que el tren de aterrizaje de la aeronave se hundiera al tocar pista (que en ese momento no estaba pavimentada), destruyendo el fuselaje del avión. El avión estaba al mando de un piloto, que resultó ileso tras el accidente.

## Especificaciones (C-46)

### Características generales
- Tripulación: Cuatro
- Capacidad: 62 pasajeros
- Longitud: 23,3 m (76,3 ft)
- Envergadura: 32,9 m (107,9 ft)
- Altura: 6,6 m (21,8 ft)
- Superficie alar: 126,8 m² (1364,9 ft²)
- Peso vacío: 14 700 kg (32 398,8 lb)
- Peso máximo al despegue: 22 000 kg (48 488 lb)
- Planta motriz: 2× motor radial de 18 cilindros en dos filas refrigerado por aire Pratt & Whitney R-2800-51.
  - Potencia: 1500 kW (2068 HP; 2040 CV) cada uno.
- Hélices: 1× tripala por motor.

### Rendimiento
- Velocidad máxima operativa (Vno): 433 km/h (269 MPH; 234 kt)
- Velocidad crucero (Vc): 278 km/h (173 MPH; 150 kt)
- Alcance: 4750 km (2565 nmi; 2952 mi)
- Techo de vuelo: 8400 m (27 559 ft)
- Régimen de ascenso: 6,6 m/s (1299 ft/min)
- Carga alar: 170 kg/m² (34,8 lb/ft²)
- Potencia/peso: 140 W/kg

## Aeronaves relacionadas

### Aeronaves similares
- Douglas C-47 Skytrain
- Boeing 307

### Secuencias de designación
- Secuencia CW-_ (interna de Curtiss): ← CW-17 - CW-18 - CW-19 - CW-20 - CW-21 - CW-22 - CW-23 →
- Secuencia C-_ (Aviones de Carga del USAAS/USAAC/USAAF/USAF, 1924-1962): ← C-43 - C-44 - C-45 - C-46 - C-47/T - C-48 - C-49 -- C-52 - C-53 - C-54 - C-55 - C-56 - C-57 - C-58 -- C-110 - C-111 - C-112 - C-113 - C-114 - C-115 - C-116 →
- Secuencia R_C (Aviones de Transporte de la Armada estadounidense, 1931-1962 (Curtiss, 1922-1962)): RC - R4C - R5C